# 腓特烈斯贝市镇
腓特烈斯贝市镇（丹麥語：Frederiksberg Kommune），簡稱為佛瑞德里克斯貝市，是位於丹麥首都大區西蘭島上的一座市镇。該城市建於1651年，其由於四面被哥本哈根市镇所包围且市中心与哥本哈根市中心相連，因此经常被视为哥本哈根市的一部分。腓特烈斯贝市镇唯一管轄的城市為腓特烈斯贝，全市總面積8.7 km2（3.4平方英里；870公頃） ，總人口有105,037人(1 January 2017)，是丹麥的第五大城市，也是面積最小、密度最高的市镇。現任市長是 Michael Vindfeldt，隸屬於社会民主党 (丹麥) (Socialdemokratiet)。
2007年1月1日行政區劃改制生效，由原先郡級的區劃層級改為合併至首都大區之下。

## 主要景點

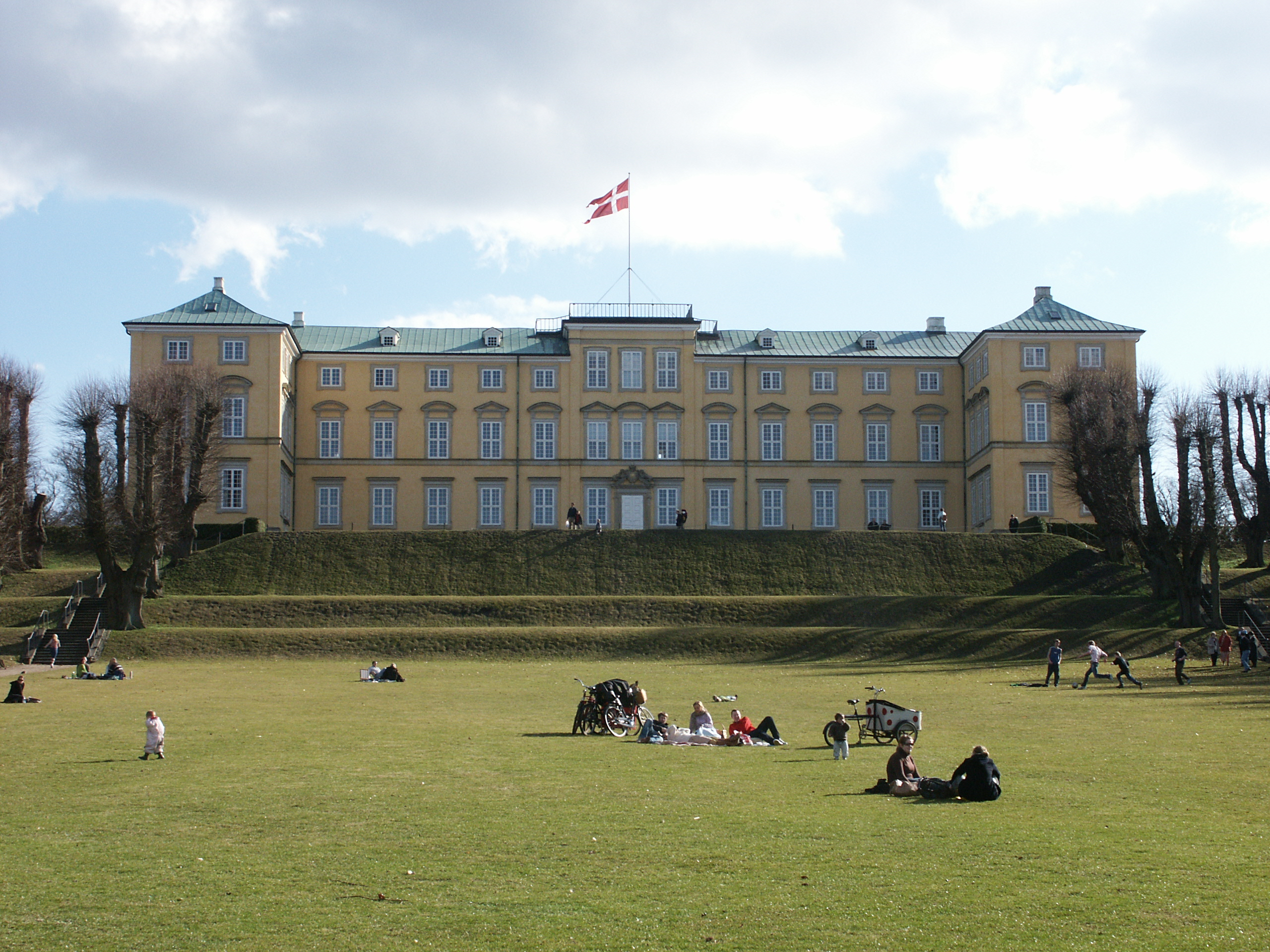
腓特烈斯贝皇宮

- 腓特烈斯贝市政厅 (Frederiksberg Town Hall)
- 腓特烈斯贝宮 (Frederiksberg Palace)
- 腓特烈斯贝花園 (Frederiksberg Gardens)
- 腓特烈斯贝教堂 (Frederiksberg Church)
- 哥本哈根動物園 (Copenhagen Zoo)
- 丹麥皇家獸醫與農業大學 (Royal Veterinary and Agricultural University)
- 哥本哈根商學院 (Copenhagen Business School)
- 丹麥皇家軍校 (Danish Royal Military Academy)
- 腓特烈斯贝醫院 (Frederiksberg Hospital)
- 哥本哈根大學 - 佛瑞德里克斯貝校區 (Frederiksberg Campus, University of Copenhagen)
- Church of the Deaf
- The Storm P. Museum
- The Cisterns 現代玻璃藝術博物館

## 交通
- 哥本哈根地铁1号线、2号线
  - 弗林特霍尔姆站

## 市長
- Marius Godskesen (1919-1936)
- Vilhelm Fischer (1936-1948)
- Aksel Møller (1948-1950, 1954-1958)
- Arne Stæhr Johansen (1950-1954, 1958-1978)
- 約翰·溫特(John Winther) (1978-2000)
- 馬德斯·利貝奇(Mads Lebech) (2001-2009)
- Jørgen Glenthøj (2009-2019)
- Simon Aggesen (2019-2021)
- Michael Vindfeldt (2022-)

## 姊妹城市
- 烏普薩拉 (瑞典)
- 貝魯姆 (挪威)
- 哈布纳菲厄泽 (冰島)
- 海門林納 (芬蘭)
- 塔爾圖 (愛沙尼亞)
- 托爾斯港（法罗群岛）[2]

## 外部連結
维基共享资源上的相關多媒體資源：腓特烈斯贝市镇
- 官方网站  （丹麦文）